# Breznica, Žirovnica
Breznica este o localitate din comuna Žirovnica, Slovenia, cu o populație de 459 de locuitori.